# 茲比紹夫

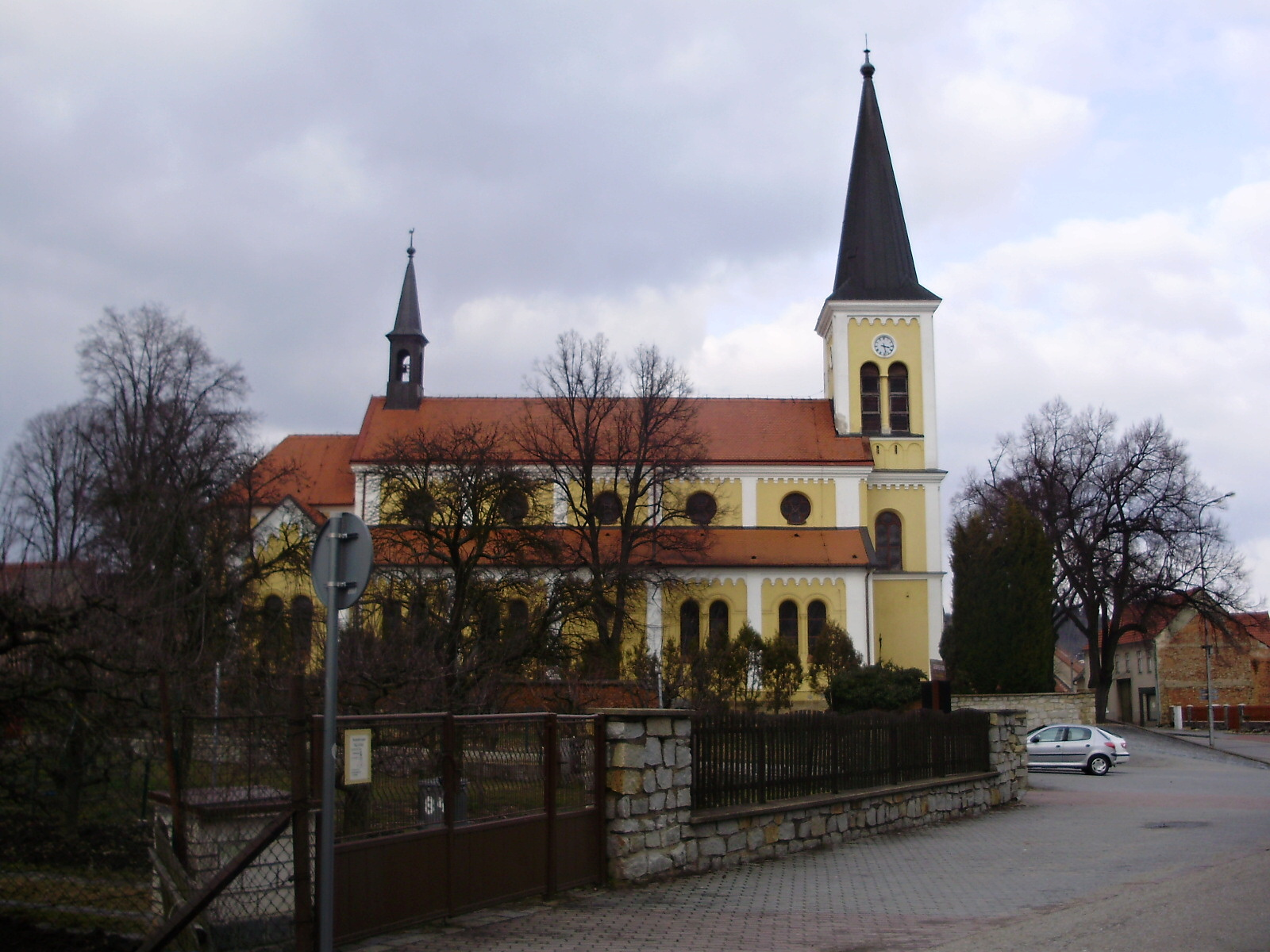

茲比紹夫是捷克的城鎮，位於該國南部，距離布爾諾21公里，由南摩拉維亞州負責管轄，面積6.01平方公里，海拔高度348米，該地區自新石器時代有人類居住，2012年人口3,849。

## 外部連結
- Czech Statistical Office: Municipalities of Brno-Country District